# Deronectes elburs
Deronectes elburs är en skalbaggsart som beskrevs av Fery, Erman och Hosseinie 2001. Deronectes elburs ingår i släktet Deronectes och familjen dykare. Inga underarter finns listade i Catalogue of Life.